# أوليفر بيترسون
أوليفر بيترسون (بالإنجليزية: Oliver Peterson)‏ هو فنان أمريكي، ولد في 14 سبتمبر 1976 في نيويورك في الولايات المتحدة.